# کربنات استر

ساختار کلی کربنات استرها.

کربنات استرها(به انگلیسی: Carbonate ester) که با نام کربنات آلی(به انگلیسی: organic carbonate یا organocarbonate) نیز شناخته می شوند، دسته ای از ترکیبات آلی هستند که دارای گروه عاملی به صورت یک کربونیل که از دو طرف به دو گروه آلکوکسی متصل است، تشکیل شده است. به طور کلی می توان این ترکیبات را با فرمول R1O(C=O)OR2 نشان داده که در آن Rها زنجیره جانبی هستند.

## نگارخانه

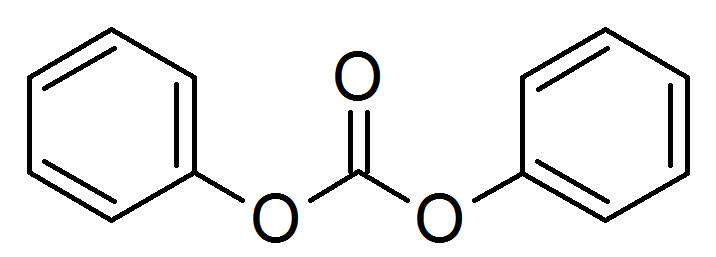